# Viktor Lazlo
Viktor Lazlo, pseudonimo di Sonia Dronnier (Lorient, 7 ottobre 1960), è una cantante, attrice e scrittrice francese di origini grenadine e martinicane.
Il suo nome d'arte deriva da Victor Lazlo, personaggio del film Casablanca interpretato dall'attore Paul Henreid.

## Biografia
Viktor Lazlo, il cui vero nome è Sonia Dronnier, nasce a Lorient, in Bretagna, nel 1960. la madre era originaria di Grenada, nel mar dei Caraibi, il padre era della Martinica. Dopo aver studiato alla scuola europea di Bruxelles e Mol, Viktor Lazlo è stata notata dal produttore belga Lou Deprijck, già membro dei Two Man Sound. Nel 1985 ha ottenuto il suo più grande successo nel mondo francofono, con la canzone Canoë rose e nel 1987 con il pezzo intitolato Breathless. Nel 1987 ha inoltre presentato l'Eurovision Song Contest 1987, svoltosi in Belgio. Nel 1993 ha sostituito Mietta nella promozione internazionale di Vattene amore, duettando così con Amedeo Minghi.
Viktor Lazlo non è conosciuta solo nel mondo della canzone, ma è anche un'attrice e una scrittrice. Ha lavorato sia per la televisione che per il teatro. Nel 2010 ha pubblicato un libro intitolato La femme qui pleure che ha ricevuto il Prix littéraire Charles Brisset e nel 2012 ha fatto uscire My name is Billie Holiday.

## Discografia

### Album
- She / Canoë Rose (1985)
- Viktor Lazlo (1987)
- Hot and Soul / Club Desert (1989)
- My delicious poisons / Mes poisons délicieux (1991)
- Back to Front / Verso (1996)
- Loin de Paname (2002)
- Amour(s) (2002)
- Saga (2004)
- Begin the Biguine (2007)
- My Name Is Billie Holiday (2012)

### Compilation
- Sweet, Soft N' Lazy - The Exclusive Collection (1990)
- Sweet, Soft & Lazy - The Very Best Of (1993)
- Canoë Rose (1999)
- Classic songs (2003)
- Champagne and wine - The love collection (2004)
- Rarities - (2005)

### Singoli
- Backdoor Man (1984)
- Canoë Rose (1985)
- Last Call For An Angel (1985)
- Slow Motion (1985)
- Pleurer des rivières (1986)
- Sweet Soft & Lazy (1986)
- Breathless (1987)
- Take Me (1987)
- You Are My Man (1988)
- Amour Puissance Six (1988)
- City Never Sleeps (1989)
- In The Midnight Sky (1989)
- Das Erste Mal Tat's Noch Weh (duetto con Stefan Waggershausen - 1990)
- Jesse (duet with Stefan Waggershausen - 1990)
- Ansiedad (1990)
- Baiser sacré (duetto con Xavier Deluc - 1991)
- Teach Me To Dance (1991)
- Love Insane (1991)
- Balade De Lisa (1991)
- The Dream Is In Our Hands (1993)
- Vattene amore (duetto con Amedeo Minghi - 1993)
- Engel Wie Du (esecuzione a tre con Juliane Werding e Maggie Reilly - 1994)
- My Love (1996)
- Turn It All Around (1996)
- Besame Mucho (duetto con Raúl Paz - 1998)
- Le message est pour toi (duetto con Biagio Antonacci - 1999)
- The Sound Of Expectation (2002)
- Love To Love You Baby (2004)
- Total Disguise (duetto con Serhat Hacıpaşalıoğlu - 2005)
- J'attends (2007)

## Opere
- La Femme qui pleur (2010)
- My name is Billie Holiday (2012)
- Les tremblements essentiels (2015)
- Les passagers du siècl (2018)
- Trafiquants de colères (2020)